# Fényszög
Az asztrológiában az egyik leggyakrabban használt kifejezés a fényszög vagy aspektus. 

## A fényszögfelosztások története
Az ókori asztrológusok felfigyeltek arra, hogy ha az égitestek egy bizonyos szöget zárnak be, állítólagos hatásuk egymást támogató vagy gyengítő módon összekapcsolódik. Hosszú időn keresztül a kör 12 részre történő felosztása alapján, Klaudiosz Ptolemaiosz elvei szerint, csak 5 fő ilyen szöget használtak: az együttállást (0 fok), szembenállást (180 fok), a szextilt (60 fok), a kvadrátot (90 fok) és a trigont (120 fok). Ez a ptolemaioszi mértan és zeneelmélet folyománya.
Johannes Kepler a 16. században az asztrológiai jegyek és házak felosztása helyett az arányelmélet (harmóniatan) szerint, melyet gyakorlati megfigyeléseire alapozott, további 3 új szögösszefüggést vezetett be: a kvintilt (72 fok), bikvintilt (144 fok) és a szeszkvikvadrátot (135 fok). 
Több későbbi újraértelmezési próbálkozás is született. Például az uránikus asztrológusok a félkvadrátot (45 fok) és a szeszkikvadrátot (135 fok) is fontos fényszögnek tekintik, további más újakkal együtt, melyek a 15 fok és 22,5 fok többszöröseit képezik.
Mivel ritkán fordul elő a pontos szögkapcsolat, ezért ennek erősségének jellemzésére használják az orbiszokat. Például egy 92 fokos kvadrát szög 2 foknyi pontatlanságot mutat, így 2 az orbisza. Különböző asztrológiai iskolák kisebb-nagyobb pontatlanságot vesznek figyelembe, illetve engednek meg. A Nap és a Hold esetében, illetve az együttállásnál általában valamivel nagyobb orbiszt szoktak megengedni.
További értelmezési lehetőséget nyújt a közeledő és távolodó fényszögek értelmezése. A közeledés egy megtanulandó életfeladatot vagy képességet jelöl, míg a távolodás jelzi, hogy idővel magunk után hagyjuk az illető viszonyulást.
Figyelembe vehető, ha térben nézünk a képletre, a bolygók deklinációja (az ekliptikától való eltérése), ami ha azonos párhuzamos fényszögekről beszélünk, ha pedig ugyanakkora távolságra, de az ekliptika különböző oldalain található, akkor antipárhuzamos (vagy kontrapárhuzamos) lehet.

## A főbb fényszögek értelmezése
Együttállás: a két bolygó vagy horoszkópelem energiáinak egybefonódását jelöli, ami a résztvevők minőségétől függően egymást támogató vagy nehezítő, korlátozó lehet.
Szextil: a trigon kistestvére, egy támogató lehetőséget jelöl. A két jellemrész, mivel azonos polaritású jegyekben található, képes együttműködni egymással, de tudatos erőfeszítés, tanulás árán.
Kvadrát: azonos minőségű (kardinális, fix vagy változó) jegyek kapcsolódnak össze, ami feszültséget és nehézségeket okoz.
Trigon: a legkönnyebb és szerencsésebb társulás, amelyben a bolygók azonos elemben találhatók. Energiáik természetesen segítik egymást, annyira, hogy sokszor nem is tudatosul egységük jelentősége a szülött számára.
Kvinkunx: 5 jegy távolság esetén, egy bizonyos kényszeres egymásrautaltságot jelöl, ami lassabban tudatosítható. Nevelő hatású szög, hasonlóképpen a szembenálláshoz.
Szembenállás: növeli a perspektívát, mert ellentétes nézetek összeegyeztetését kívánja meg tőlünk. Jellegzetessége, hogy egyik pólusát mindig kivetítjük környezetünkre mielőtt magunkba tudnánk integrálni.